# Mackenziella psocoides
Mackenziella psocoides är en urinsektsart som beskrevs av Hammer 1953. Mackenziella psocoides ingår i släktet Mackenziella, och familjen Mackenziellidae. Arten är reproducerande i Sverige.